# 신도들
《신도들》(일본어: 信徒たち)은 2022년에 공개한 일본의 드라마 영화이다.

## 줄거리
여기 한 여자와 두 남자가 있다. 그들은 무인도에서 함께 산다. 신흥종교 ‘스마일리 라이프 컬트’의 신도인 세 사람. 언젠가 ‘안식의 땅’에서 영원한 평화를 누리기만을 꿈꾸며 정해진 규칙 안에서 평화롭게 지내던 어느 날. 외지의 침략자들이 그들만의 섬에 들이닥치고, 정삼각의 균형을 지키던 세 사람의 관계는 틀어지고 마는데... 억눌려 있던 본능, 뜨거운 욕망이 터져 나오기 시작한다!

## 출연

### 주연
- 이소무라 하야토
- 기타무라 유이
- 우노 쇼헤이

### 조연
- 마이구마 카츠야
- 야마모토 나오키